# Prodotti agroalimentari tradizionali italiani
I prodotti agroalimentari tradizionali italiani (PAT) sono prodotti inclusi in un apposito elenco, istituito dal Ministero delle politiche agricole, alimentari e forestali (MIPAAF) con la collaborazione delle Regioni. L'aggiornamento e la pubblicazione annuale dell'elenco sono a cura del Ministero che ha anche il compito di promuoverne la conoscenza a livello nazionale e all'estero. Nel 2019 in Italia sono presenti 5 128 prodotti PAT, e la regione che detiene il maggior numero di PAT è la Campania, con 531 specialità registrate.

## La politica agraria "di qualità"
L'agricoltura italiana ha dovuto affrontare lo scenario della politica agricola dell'Unione europea partendo da condizioni nettamente svantaggiate.
L'agricoltura moderna, estremamente indirizzata verso la meccanizzazione, richiede estensioni di terreno pianeggiante che in Italia difettano, sia per la configurazione naturale orografica, sia per l'antropizzazione spinta del territorio. Si uniscono a queste cause molti mali endemici dell'agricoltura italiana.
Per reagire a questa situazione il MiPAAF ha deciso di puntare nettamente su settori di nicchia, valorizzando i prodotti tradizionali in cui prodotti agricoli o dell'allevamento venivano lavorati secondo antiche ricette.
Il requisito per essere riconosciuti come Prodotti Agroalimentari Tradizionali (PAT) è quello di essere:
Tuttavia, è lo stesso ministero a riconoscere che tali "prodotti di nicchia", di produzioni limitate in termini quantitativi e relativi ad aree territoriali molto ristrette, tali da non giustificare una DOP o una IGP, incontrano molte riserve in sede di Unione europea. Questa in linea di massima è «contraria a queste produzioni e vieta la registrazione di marchi collettivi che contengano un nome geografico». Il timore è infatti che si confondano con i prodotti DOP e IGP.
Il ministero ha pertanto rinunciato ad un ruolo attivo, delegando tali compiti alle regioni, e conservando a sé stesso solo un ruolo di controllo e quello della tenuta ufficiale del "libro". Comune a livello nazionale è la suddivisione per categoria «prodotti lattiero-caseari, prodotti a base di carne, prodotti ortofrutticoli e cereali, prodotti da forno e dolciari, bevande alcoliche, distillati».
Nell'elenco non possono figurare i prodotti insigniti dei marchi DOP o IGP, mentre esiste una certa categoria "intermedia" dei prodotti per i quali è in corso l'istruttoria di riconoscimento europeo.

## Quadro normo-legislativo

### Quadro normo-legislativo nazionale
- D.Lgs. n. 173 del 30/04/1998 “Disposizioni in materia di contenimento dei costi di produzione e per il rafforzamento strutturale delle imprese agricole, a norma dell'articolo 55, commi 14 e 15, della L. 27 dicembre 1997, n. 449”, art. n. 8, comma n. 1, pubblicato sulla G.U.R.I. n. 129 del 05/06/1998
- D.M. n. 350 del 08/09/1999 “Regolamento recante norme per l'individuazione dei prodotti tradizionali di cui all'articolo 8, comma 1, del decreto legislativo 30 aprile 1998, n. 173”, pubblicato sulla G.U.R.I. n. 240 del 12/10/1999
- Circ. MIPAF n. 10/63885 del 21/12/1999 “Criteri e modalità per la predisposizione degli elenchi delle regioni e delle province autonome dei prodotti agroalimentari tradizionali – D.M. 8 settembre 1999, n. 350”
- Circ. Sanità n. 11/99 del 1999
- Circ. MIPAF n. 2 del 24/01/2000 “Criteri e modalità per la predisposizione degli elenchi delle regioni e delle province autonome dei prodotti agroalimentari tradizionali – D.M. 8 settembre 1999, n. 350. D.M. 18/07/2000 Elenco nazionale dei prodotti agroalimentari tradizionali”, pubblicata sulla G.U.R.I. n. 194 del 21/08/2000, Supplemento Ordinario n. 130
- D.M. del 25/07/2000 “Definizione delle deroghe relative ai prodotti tradizionali in attuazione del comma 2 dell'art. 8 del decreto legislativo 30 aprile 1998, n. 173”, pubblicato sulla G.U.R.I. n. 184 del 08/08/2000
- D.M. del 28/03/2001 “Costituzione del Comitato per la valorizzazione del patrimonio alimentare italiano”, pubblicato sulla G.U.R.I. n. 99 del 30/04/2001
- D.M. del 14/09/2001 “Applicazione del Regolamento (CE) n. 1623/2000. Modalità per il rispetto dell'obbligo dei produttori vinicoli di consegnare le fecce e le vinacce alla distillazione o di inviarle alla distruzione sotto controllo”, art. n. 4, comma 2 lett. b, pubblicato sulla G.U.R.I. n. 259 del 07/11/2001
- D.M. del 02/05/2006 “Modifica del decreto ministeriale 14 settembre 2001, contenente le disposizioni per il ritiro sotto controllo dei sottoprodotti della vinificazione per la produzione dei prodotti agroalimentari tradizionali”, pubblicato sulla G.U.R.I. n. 147 del 27/06/2006

### Elenco nazionale dei prodotti agroalimentari tradizionali
L'aggiornamento dell'elenco nazionale dei prodotti agroalimentari tradizionali è annuale e il relativo decreto è rilasciato e pubblicato in gazzetta nei mesi di giugno/luglio di ogni anno, dal 2018 nel mese di marzo.
- (00 - 2000) D.D. del 18/07/2000 “Elenco nazionale dei prodotti agroalimentari tradizionali”, pubblicato sulla G.U.R.I. n. 194 del 21/08/2000, Supplemento Ordinario n. 130
- (01a - 2001) D.D. del 08/05/2001 “Prima revisione dell'elenco nazionale dei prodotti agroalimentari tradizionali”, pubblicato sulla G.U.R.I. n. 136 del 14/06/2001, Supplemento Ordinario n. 147
- (01b - 2002) D.D. del 19/06/2001 “Integrazione dell'allegato al decreto ministeriale 8 maggio 2001 “Prima revisione dell'elenco nazionale dei prodotti agroalimentari tradizionali”“, pubblicato sulla G.U.R.I. n. 161 del 13/07/2001
- (02a - 2002) D.D. del 14/06/2002 “Seconda revisione dell'elenco nazionale dei prodotti agroalimentari tradizionali”, pubblicato sulla G.U.R.I. n. 167 del 18/07/2002, Supplemento Ordinario n. 144
- (02b - 2002) D.D. del 30/07/2002 “Rettifica dell'elenco allegato al decreto ministeriale 14 giugno 2002, recante “Seconda revisione dell'elenco nazionale dei prodotti agroalimentari tradizionali”“, pubblicato sulla G.U.R.I. n. 192 del 17/08/2002
- (02c - 2002) D.D. del 06/09/2002 “Rettifica al decreto ministeriale 30 luglio 2002 e modifica dell'elenco allegato al decreto ministeriale 14 giugno 2002, recante “Seconda revisione dell'elenco nazionale dei prodotti agroalimentari tradizionali”“, pubblicato sulla G.U.R.I. n. 223 del 23/09/2002
- (03a - 2003) D.D. del 25/07/2003 “Terza revisione dell'elenco nazionale dei prodotti agroalimentari tradizionali”, pubblicato sulla G.U.R.I. n° 200 del 29/08/2003, Supplemento Ordinario n° 141
- (03b - 2003) D.D. del 04/09/2003 “Modifica dell'elenco allegato al decreto ministeriale 25 luglio 2003, recante «Terza revisione dell'elenco nazionale dei prodotti agroalimentari tradizionali»“, pubblicato sulla G.U.R.I. n. 213 del 13/09/2003
- (03c - 2003) Com. MIPAF del 15/10/2003 “Comunicato di rettifica relativo al decreto 25 luglio 2003, recante: «Terza revisione dell'elenco nazionale dei prodotti agroalimentari tradizionali»“, pubblicato sulla G.U.R.I. n. 240 del 15/10/2003
- (04a - 2004) D.M. del 22/07/2004 “Quarta revisione dell'elenco nazionale dei prodotti agroalimentari tradizionali”, pubblicato sulla G.U.R.I. n. 193 del 18/08/2004, Supplemento Ordinario n. 144
- (04b - 2004) D.D. del 12/10/2004 “Integrazione dell'elenco allegato al decreto ministeriale 22 luglio 2004, recante: «Quarta revisione dell'elenco nazionale dei prodotti agroalimentari tradizionali»“, pubblicato sulla G.U.R.I. n. 251 del 25/10/2004
- (05 - 2005) D.D. del 18/07/2005 “Quinta revisione dell'elenco nazionale dei prodotti agroalimentari tradizionali”, pubblicato sulla G.U.R.I. n. 174 del 28/07/2005, Supplemento Ordinario n. 133
- (06 - 2006) D.D. n° 64370 del 10/07/2006 “Sesta revisione dell'elenco nazionale dei prodotti agroalimentari tradizionali”, pubblicato sulla G.U.R.I. n. 167 del 20/07/2006, Supplemento Ordinario n. 169
- (07 - 2007) D.D. n° 8627 del 19/06/2007 “Settima revisione dell'elenco nazionale dei prodotti agroalimentari tradizionali”, pubblicato sulla G.U.R.I. n. 147 del 27/06/2007, Supplemento Ordinario n. 146
- (08 - 2008) D.D. n° 1563 del 16/06/2008 “Ottava revisione dell'elenco nazionale dei prodotti agroalimentari tradizionali”, pubblicato sulla G.U.R.I. n. 151 del 30/06/2008, Supplemento Ordinario n. 157
- (09 - 2009) D.D. del 05/06/2009 “Nona revisione dell'elenco nazionale dei prodotti agroalimentari tradizionali”, pubblicato sulla G.U.R.I. n. 149 del 30/06/2009, Supplemento Ordinario n. 100
- (10 - 2010) D.D. del 16/06/2010 “Decima revisione dell'elenco nazionale dei prodotti agroalimentari tradizionali”, pubblicato sulla G.U.R.I. n. 154 del 05/07/2010, Supplemento Ordinario n. 145
- (11 - 2011) D.D. del 17/06/2011 “Undicesima revisione dell'elenco nazionale dei prodotti agroalimentari tradizionali”, pubblicato sulla G.U.R.I. n. 159 dell'11/07/2011, Supplemento Ordinario n. 167
- (12 - 2012) D.M. 07/06/2012 “Dodicesima revisione dell'elenco nazionale dei prodotti agroalimentari tradizionali”, pubblicato sulla G.U.R.I. n. 142 del 20/06/2012, Supplemento Ordinario n. 124
- (13 - 2013) D.D. n° 188231 del 12/06/2013 “Tredicesima revisione dell'elenco nazionale dei prodotti agroalimentari tradizionali”, pubblicato sulla G.U.R.I. n. 147 del 25/06/2012, Supplemento Ordinario n. 52
- (14 - 2014) D.D. n° 44831 del 05/06/2014 “Quattordicesima revisione dell’elenco nazionale dei prodotti agroalimentari tradizionali in attuazione dell’art. 3, comma 3, del decreto ministeriale 8 settembre 1999, n. 350”, pubblicato sulla G.U.R.I. n. 141 del 20/06/2014, Supplemento Ordinario n. 48
- (15 - 2015) D.D. del 17/06/2015 “Quindicesima revisione dell’elenco nazionale dei prodotti agroalimentari tradizionali in attuazione dell’art. 3, comma 3, del decreto ministeriale 8 settembre 1999, n. 350”, pubblicato sulla G.U.R.I. n. 168 del 22/07/2015, Supplemento Ordinario n. 43
- (16 - 2016) D.D. n° 42920 del 28/06/2016 “Sedicesima revisione dell’elenco nazionale dei prodotti agroalimentari tradizionali in attuazione dell’art. 3, comma 3, del decreto ministeriale 8 settembre 1999, n. 350”, pubblicato sulla G.U.R.I. n. 143 del 21.06.2016
- (17 - 2017) D.M. n° 54556 del 14/07/2017 “Diciassettesimo aggiornamento dell’elenco nazionale dei prodotti agroalimentari tradizionali ai sensi dell’articolo 12, comma 1, della legge 12 dicembre 2016, n. 238”, pubblicato sulla G.U.R.I. n. 176 del 29/07/2017, Supplemento Ordinario n. 41
- (18 - 2018) D.M. n° 11264 del 16/02/2018 “Diciottesimo aggiornamento dell’elenco nazionale dei prodotti agroalimentari tradizionali ai sensi dell’articolo 12, comma 1, della legge 12 dicembre 2016, n. 238”, pubblicato sulla G.U.R.I. n. 57 del 09/03/2018, Supplemento Ordinario n. 11
- (19 - 2019) D.M. n° 1419 del 07/02/2019 “(Diciannovesimo) Aggiornamento dell’Elenco nazionale dei prodotti agroalimentari tradizionali ai sensi dell’articolo 12, comma 1, della legge 12 dicembre 2016, n. 238”, pubblicato sulla G.U.R.I. n. 60 del 12/03/2019
- (20 - 2020) D.M. 10 febbraio 2020. Aggiornamento dell'elenco nazionale dei prodotti agroalimentari tradizionali ai sensi dell'articolo 12, comma 1, della legge 12 dicembre 2016, n. 238 (pubblicato nella GU Serie Generale n.42 del 20-02-2020 - Suppl. Ordinario n.9)
- (21 - 2021) D.M. 15 febbraio 2021. Aggiornamento dell'elenco nazionale dei prodotti agroalimentari tradizionali ai sensi dell'articolo 12, comma 1, della legge 12 dicembre 2016, n. 238 (XXI revisione) (pubblicato nella GU Serie Generale n.48 del 26-02-2021 - Suppl. Ordinario n.9)
- (22 - 2022) D.M. 25 febbraio 2022. Aggiornamento dell'elenco nazionale dei prodotti agroalimentari tradizionali ai sensi dell'articolo 12, comma 1, della legge 12 dicembre 2016, n. 238 (XXI revisione) (pubblicato nella GU Serie Generale n.67 del 21-03-2022 - Suppl. Ordinario n.12)
- (24 - 2024) D.M. 29 febbraio 2024. Ventiquattresima revisione dell'elenco dei prodotti agroalimentari tradizionali (pubblicato sulla GU n. 61 del 13 marzo 2024)
- (25 - 2025) Venticinquesima revisione dell'elenco dei prodotti agroalimentari tradizionali (10 marzo 2025)

## Elenchi per regione
- Prodotti agroalimentari tradizionali abruzzesi
- Prodotti agroalimentari tradizionali lucani
- Prodotti agroalimentari tradizionali calabresi
- Prodotti agroalimentari tradizionali campani
- Prodotti agroalimentari tradizionali emiliani e romagnoli
- Prodotti agroalimentari tradizionali friulani e giuliani
- Prodotti agroalimentari tradizionali laziali
- Prodotti agroalimentari tradizionali liguri
- Prodotti agroalimentari tradizionali lombardi
- Prodotti agroalimentari tradizionali marchigiani
- Prodotti agroalimentari tradizionali molisani
- Prodotti agroalimentari tradizionali piemontesi
- Prodotti agroalimentari tradizionali pugliesi
- Prodotti agroalimentari tradizionali sardi
- Prodotti agroalimentari tradizionali siciliani
- Prodotti agroalimentari tradizionali toscani
- Prodotti agroalimentari tradizionali trentini e altoatesini
- Prodotti agroalimentari tradizionali umbri
- Prodotti agroalimentari tradizionali valdostani
- Prodotti agroalimentari tradizionali veneti

## Settori
I prodotti agroalimentari tradizionali vengono suddivisi nei seguenti settori:
- Bevande analcoliche, distillati e liquori
- Carni (e frattaglie) fresche e loro preparazioni
- Condimenti
- Formaggi
- Grassi (burro, margarina, oli)
- Paste fresche e prodotti di panetteria, pasticceria, biscotteria e confetteria
- Piatti composti
- Preparazioni di pesci, molluschi e crostacei e tecniche particolari di allevamento degli stessi
- Prodotti della gastronomia
- Prodotti di origine animale (miele, prodotti caseari di vario tipo escluso il burro)
- Prodotti vegetali allo Stato naturale o trasformati